# Goldene Kamera 2009
Die Verleihung der Goldenen Kamera 2009 fand am 4. Februar 2009 im Rahmen einer Pressekonferenz im Verlagshaus der Axel Springer AG in Berlin statt. Es war die 44. Verleihung dieser Auszeichnung. In diesem Jahr hatte man jedoch auf eine Gala verzichtet. Begründet wurde die Absage mit der internationalen Finanzkrise. Der Verlag wollte mit der Sparmaßnahme Entlassungen verhindern. Die Moderation übernahm Frank Elstner. Die Leser wählten in der Kategorie Beste US-Serie ihren Favoriten. Die Jury bestand aus dem Hörzu-Chefredakteur Thomas Garms, Maria von Welser, Roger Schawinski, Ben Becker, Hugo Egon Balder, Markus Trebitsch sowie Mitgliedern der Hörzu-Redaktion.

## Preisträger

### Beste deutsche Schauspielerin
- Anja Kling – Wir sind das Volk – Liebe kennt keine Grenzen

Weitere Nominierungen:
Claudia Michelsen – 12 heißt: Ich liebe dich
Jördis Triebel – Das Geheimnis der falschen Mutter

### Bester deutscher Schauspieler
- Christian Berkel – Mogadischu

Weitere Nominierungen:
Klaus J. Behrendt – Guter Junge
Mehmet Kurtuluş – Tatort: Auf der Sonnenseite

### Beste Musik national
- Ich + Ich

### Beste Information (Polit-Talkshow)
- Maybrit Illner (ZDF)

Weitere Nominierungen:
hart aber fair (ARD)
Menschen bei Maischberger (ARD)

### Bester deutscher Fernsehfilm
- Mogadischu (ARD)

Weitere Nominierungen:
Tatort: Auf der Sonnenseite (ARD)
Teufelsbraten (ARD)

### Beste Nachwuchs-Schauspielerin
- Paula Kalenberg (Lilli Palmer & Curd Jürgens Gedächtniskamera)

### Beste Unterhaltung
- Olli Dittrich – Dittsche

Weitere Nominierungen:
Anke Engelke – Ladykracher
Christoph Maria Herbst – Don Quichote und Zwei Weihnachtsmänner

### Beste US-Fernsehserie
- Dr. House (RTL) (Hörzu-Leserwahl)

### Lebenswerk Musik national
- Udo Lindenberg

### Auszeichnungen für internationale Gäste

#### Bester Schauspieler international
- Daniel Craig

#### Beste Schauspielerin international
- Meryl Streep

#### Lebenswerk international
- Clint Eastwood